# 松井源吾賞
松井源吾賞（まついげんごしょう）は、優れた構造デザイン・建築構造設計を行った構造家に贈られる賞。1991年から2005年まで計15回実施された。

## 概要
1990年、松井源吾の早稲田大学退官を機に、構造設計者の社会的評価を向上させることを目指して創設された。日本建築構造技術者協会が主催するJSCA賞とともに、日本で開催される建築構造分野の代表的な顕彰であった。2005年の第15回で終了したのち、これを受け継ぐ顕彰として同賞の受賞者らが「日本構造デザイン賞」を創設、第3回（2008年）からは「松井源吾特別賞」が設けられた。

## 歴代受賞作品・受賞者
| 受賞回           | 受賞者                     | 受賞作品                                                     | 建築設計                                                     |
| ---------------- | -------------------------- | ------------------------------------------------------------ | ------------------------------------------------------------ |
| 第15回（2005年） | 金箱温春                   | 豊栄市立（現・新潟市立）葛塚中学校                           | 安藤忠雄                                                     |
| 第15回（2005年） | 多田脩二                   | 中国木材名古屋事業所                                         | 福島加津也＋冨永祥子                                         |
| 第15回（2005年） | 増田一眞                   | 勝山館跡ガイダンス施設                                       | 文化財保存計画協会 + 広瀬鎌二                                |
| 第14回（2004年） | 磐田正晴                   | 二宮のアトリエ                                               | 阪根宏彦                                                     |
| 第14回（2004年） | 中井政義                   | プラダブティック青山店                                       | ヘルツォーク&ド・ムーロン                                    |
| 第13回（2003年） | セシル・バルモンド         | サーペンタイン・ギャラリー・パビリオン 2002                  | 伊東豊雄 + アラップ                                          |
| 第13回（2003年） | 浜宇津正                   | 郡上八幡スポーツセンター                                     | 黒川哲郎                                                     |
| 第12回（2002年） | 稲山正弘                   | 岐阜県立森林文化アカデミー                                   | 北川原温                                                     |
| 第12回（2002年） | 金田充弘                   | メゾンエルメス                                               | レンゾ・ピアノ + 竹中工務店                                  |
| 第11回（2001年） | 池田昌弘                   | 有田陶芸倶楽部                                               | シーラカンスK&H                                              |
| 第11回（2001年） | 陶器浩一                   | 梅田ダイビル                                                 | 日建設計                                                     |
| 第11回（2001年） | 坂茂                       | ハノーヴァー万国博覧会日本館および紙管を用いた一連の建築設計 | ハノーヴァー万国博覧会日本館および紙管を用いた一連の建築設計 |
| 第10回（2000年） | 梅沢良三                   | 鳥取県立フラワーパーク                                       | アーキテクトファイブ                                         |
| 第10回（2000年） | 金田勝徳 + 榊原信一        | 埼玉県立大学                                                 | 山本理顕                                                     |
| 第9回（1999年）  | 田中彌寿雄                 | ふれあいプラザなのはな館                                     | 高崎正治                                                     |
| 第9回（1999年）  | 渡辺邦夫                   | 幕張メッセ・北ホール                                         | 槇文彦                                                       |
| 第8回（1998年）  | 安藤欽也                   | パークドーム熊本                                             | 高橋靗一                                                     |
| 第8回（1998年）  | 丹野吉雄                   | 大館樹海ドーム                                               | 伊東豊雄 + 竹中工務店                                        |
| 第7回（1997年）  | 小堀鐸二                   | フジテレビ本社ビル                                           | 丹下健三                                                     |
| 第6回（1996年）  | 新谷眞人                   | 葛西臨海公園展望レストハウス                                 | 谷口吉生                                                     |
| 第6回（1996年）  | ハインツ・イスラー         | シェル構造の発展に関する一連の業績                           | シェル構造の発展に関する一連の業績                           |
| 第5回（1995年）  | 中田捷夫                   | 檮原町地域交流施設                                           | 隈研吾                                                       |
| 第5回（1995年）  | ピーター・ライス           | 関西国際空港ターミナルビル                                   | レンゾ・ピアノ + 日建設計                                    |
| 第4回（1994年）  | 今川憲英                   | 石打ダム資料館                                               | 入江経一                                                     |
| 第3回（1993年）  | 斎藤公男                   | テンション構造による一連の大スパン建築                       | テンション構造による一連の大スパン建築                       |
| 第3回（1993年）  | レスリー・Ｅ・ロバートソン | 建築構造家としての一連の業績                                 | 建築構造家としての一連の業績                                 |
| 第2回（1992年）  | 草場基成                   | 松下クリニック                                               | 葉祥栄                                                       |
| 第2回（1992年）  | 播繁                       | 大阪東京海上ビルディング                                     | 鹿島建設                                                     |
| 第1回（1991年）  | 川口衞                     | サンジョルディ・パレス                                       | 磯崎新                                                       |
| 第1回（1991年）  | 佐々木睦朗                 | 美和ロック工業玉城工場                                       | 黒川雅之                                                     |